# Grabarka (gmina Nurzec-Stacja)
Grabarka (białorus. Грабарка) – wieś w Polsce położona w województwie podlaskim, w powiecie siemiatyckim, w gminie Nurzec-Stacja.
Wieś jest siedzibą sołectwa Grabarka, do którego należy również miejscowość Wakułowicze.
W latach 1954–1959 wieś należała i była siedzibą władz gromady Grabarka, po jej zniesieniu w gromadzie Boratyniec Ruski. W latach 1975–1998 miejscowość należała administracyjnie do województwa białostockiego.
Uwaga: Nie mylic z drugą Grabarką w gminie Nurzec-Stacja, oraz z trzecią Grabarką w gminie Milejczyce. Wszystkie trzy Grabarki są stosunkowo blisko siebie.

## Historia
Wieś położona w ziemi mielnickiej w 1795 roku, wchodziła w skład klucza siemiatyckiego księżnej Anny Jabłonowskiej. Według Pierwszego Powszechnego Spisu Ludności, przeprowadzonego w 1921 roku, Grabarka liczyła 10 domostw i zamieszkiwana była przez 63 osoby. Zdecydowana większość mieszkańców miejscowości, w liczbie 55 osób, zadeklarowała wyznanie prawosławne, zaś pozostałe 8 osób zgłosiło wyznanie mojżeszowe. Podział religijny mieszkańców Grabarki pokrywał się z ich strukturą narodowo-etniczną, gdyż 55 osób podało białoruską przynależność narodową, natomiast pozostałych 8-u mieszkańców zadeklarowało żydowską tożsamość narodową. W owym czasie miejscowość znajdowała się w gminie Radziwiłłówka, powiatu bielskiego.

## Inne
W pobliżu miejscowości znajduje się Góra Grabarka, która wzięła swą nazwę od wsi i stała się znanym miejscem kultu religijnego dla wyznawców prawosławia w Polsce. Znajdują się tam: żeński monaster Świętych Marty i Marii oraz 3 cerkwie klasztorne. Główna cerkiew (pw. Przemienienia Pańskiego) jest jednocześnie świątynią parafialną. Monaster, cerkwie, dwa Domy Pielgrzyma oraz cmentarz tworzą osadę Grabarka-Klasztor. Natomiast wierni kościoła rzymskokatolickiego należą do parafii św. Apostołów Piotra i Pawła w Siemiatyczach Stacji.